# Mohamed-Ali Cho
Mohamed-Ali Cho (Stains, 19 januari 2004) is een Engels–Frans voetballer die doorgaans speelt als rechtsbuiten. Hij verruilde Angers SCO in juli 2022 voor Real Sociedad.

## Clubcarrière
Cho is een zoon van een Ivoriaanse vader en een Marokkaanse moeder. Nadat hij in Frankrijk ter wereld kwam, namen zijn ouders hem mee naar Engeland, waar ze werkten. Cho speelde in de jeugd van US Chantilly, Paris Saint-Germain en Everton. Hij tekende in augustus 2020 zijn eerste profcontract bij Angers SCO. Hiervoor debuteerde hij op 30 augustus 2020 in de Ligue 1. Thuis tegen Bordeaux kwam hij negen minuten voor tijd in het veld voor Sada Thioub. Angers verloor met 0–2. Cho kwam dat jaar tot 21 competitiewedstrijden, waarvan één als basisspeler. Het jaar erna speelde hij bijna alles en stond hij meer dan twintig keer aan de aftrap.
Cho verruilde Angers in juli 2022 voor Real Sociedad. Dat betaalde 11 miljoen euro voor hem, dat nog kon oplopen door bonussen. Cho moest het hier in zijn eerste jaar opnieuw vooral van invalbeurten hebben. Hij debuteerde dat seizoen in de Europa League. Ook kwalificeerde hij zich met zijn ploeggenoten voor de Champions League.

## Clubstatistieken
| Seizoen | Club          | Competitie       | Competitie | Competitie | Beker | Beker | Internationaal | Internationaal | Totaal | Totaal |
| Seizoen | Club          | Competitie       | Wed.       | Dlp.       | Wed.  | Dlp.  | Wed.           | Dlp.           | Wed.   | Dlp.   |
| ------- | ------------- | ---------------- | ---------- | ---------- | ----- | ----- | -------------- | -------------- | ------ | ------ |
| 2020/21 | Angers SCO    | Ligue 1          | 21         | 0          | 2     | 0     | –              | –              | 23     | 0      |
| 2021/22 | Angers SCO    | Ligue 1          | 32         | 4          | 1     | 0     | –              | –              | 33     | 4      |
| 2022/23 | Real Sociedad | Primera División | 19         | 1          | 1     | 1     | 4              | 0              | 24     | 2      |
| 2023/24 | Real Sociedad | Primera División | 11         | 0          | 1     | 0     | 4              | 0              | 16     | 0      |
| Totaal  | Totaal        | Totaal           | 83         | 5          | 5     | 1     | 8              | 0              | 96     | 6      |

Bijgewerkt op 9 januari 2024.

## Interlandcarrière
Cho speelde in 2019 twee wedstrijden voor Engeland –16, maar koos er in 2021 voor om voor Franse nationale jeugdselecties uit te gaan komen. 